# 圣马塞尔莱索泽
圣马塞尔莱索泽（法語：Saint-Marcel-lès-Sauzet，法語發音：[sɛ̃ maʁsɛl lɛ sozɛ]，意为“索泽附近的圣马塞尔”）是法国德龙省的一个市镇，位于该省西南部，属于尼永斯区。

## 地理
圣马塞尔莱索泽（44°35'44"N, 4°48'18"E）面积3.98 平方千米，位于法国奥弗涅-罗讷-阿尔卑斯大区德龙省，该省份为法国东南部内陆省份，北起顺时针与伊泽尔省、上阿尔卑斯省、上普罗旺斯阿尔卑斯省、沃克吕兹省和阿尔代什省接壤。
与圣马塞尔莱索泽接壤的市镇（或旧市镇、城区）包括：索泽、萨瓦斯。

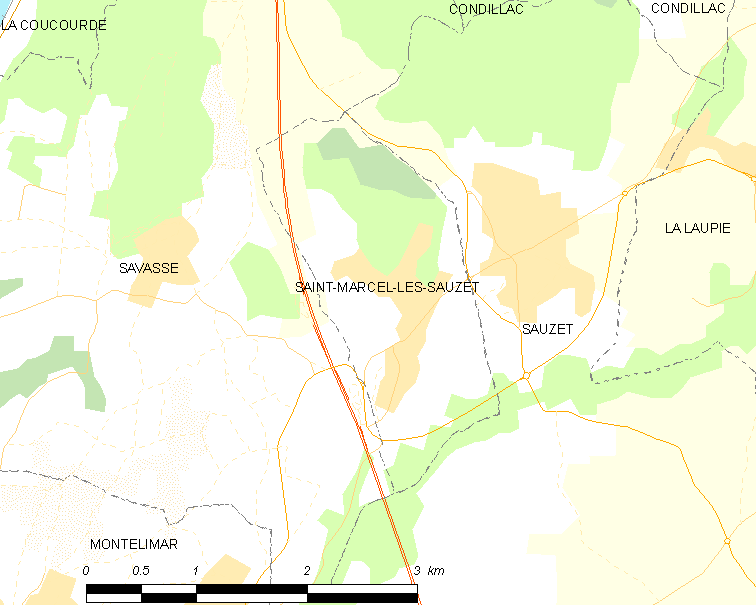
圣马塞尔莱索泽的OSM定位图

圣马塞尔莱索泽的时区为UTC+01:00、UTC+02:00（夏令时）。

## 行政
圣马塞尔莱索泽的邮政编码为26740，INSEE市镇编码为26312。

## 政治
圣马塞尔莱索泽所属的省级选区为迪约勒菲县。

## 人口

1962-2008年间圣马塞尔莱索泽人口变化图示

圣马塞尔莱索泽于2022年1月1日时的人口数量为1231人。